# Diospyros muricata
Diospyros muricata är en tvåhjärtbladig växtart som beskrevs av Bakh. Diospyros muricata ingår i släktet Diospyros och familjen Ebenaceae. Inga underarter finns listade i Catalogue of Life.